# Hans Jørgen Jacobsen
Hans Jørgen Jacobsen (23. maj 1940 i København – 2. maj 1999), tidligere dansk professionel bokser i sværvægtsklassen. 

## Boksekarriere
Som amatør boksede Hans Jørgen Jacobsen for bokseklubben IF Sparta, og vandt det danske mesterskab i sværvægt i 1965. Han debuterede som professionel den 8. september 1966 med en pointsejr mod Henry Ferjules. 
I sin fjerde kamp som professionel blev Jacobsen slået ud i anden omgang af italieneren Benito Confin i Göteborg. I den efterfølgende returmatch vandt Jacobsen på point uden dog at imponere på nogen måde. 
Jacobsen fik karrieren på rette spor, da han i sin næste kamp slog tyskeren Gerd Englbrecht ud efter 25 sekunders boksning. Flere sejre fulgte, og Jacobsen opnåede en rekordliste på 18 sejre i sine første 19 kampe og var på vej mod en kamp om europamesterskabet, da han den 13. juni 1968 mødte Rudolph Vaughan, der tilføjede ham det andet knockout nederlag i karrieren. Hans Jørgen Jacobsen fik revanche, da han 3 måneder senere i en forkamp til Bogs-Stengel i Idrætsparken den 12. september 1968 stoppede Vaughan i 5. omgang foran 12.000 tilskuere. 
Karrieren havde dog lidt et knæk, og allerede i den næste kamp måtte Hans Jørgen Jakobsen forlade ringen som taber, da han blev stoppet af Ulric Regis fra Trinidad/Tobago i 5. omgang. Jacobsen vandt returkampen på point i en farceagtig forestilling, hvor Regis fjollede rundt i ringen og flere gange lod som om, at han var ved at blive talt ud.
Den 10. april 1969 mødte Jacobsen Bunny Johnson fra Jamaica. Johnson var en stærk bokser med 11 sejre i 13 kampe, og slog uden problemer Jacobsen ud i 2. omgang. Bunny Johnson vandt siden det britiske mesterskab i sværvægt og letsværvægt tillige med det britiske imperiemesterskab i sværvægt. 
Hans Jørgen Jacobsen vandt derimod ikke en kamp efter nederlaget til Bunny Johnson. Han boksede sin sidste kamp som en forkamp til Bogs-Griffith i Valby Hallen den 6. april 1970 mod englænderen Roy Enifer, der stoppede Jacobsen i 5. omgang.
Hans Jørgen Jacobsen opnåede 29 kampe som professionel, hvoraf han vandt de 22 (16 før tid), tabte 6 (5 før tid) og fik én uafgjort.

## Uden for bokseringen
Udover boksekarrieren var Hans Jørgen Jacobsen aktiv som bryder og vægtløfter på eliteniveau. 
Han arbejdede også som værthusholder, restaurantbestyrer, litograf og stuntman. 
Efter boksekarrieren optrådte Jacobsen som "stærk mand" på markedspladser rundt om i landet, bl.a. med Ronalds Festivaltivoli og Circus Ib, som bl.a. holdt til på Dyrehavsbakken. Her optrådte han med at slå søm i med de bare næver, armlægning m.v. – gerne i konkurrence med publikum. 
Han blev kendt i sladderpressen, da han blev kæreste med den dengang kendte ”slangepige” Anniqa, med hvem han fik en søn. 
Han medvirker i tre danske sexkomedier: Der må være en sengekant (1975), Hopla på sengekanten (1976) og Agent 69 Jensen i Skorpionens tegn (1977). Desuden medvirker han i Jørgen Leths eksperimenterende dokumentarfilm Det gode og det onde (1975).
Hans ven Sven-Ole Thorsen skaffede ham et job som stuntman på Arnold Schwarzenegger-filmen Conan the Barbarian (1982) og skriver detaljeret om deres venskab og oplevelser i sin selvbiografi.

## Eksterne links
- Hans Jørgen Jacobsens profesionelle rekordliste hos BoxRec (engelsk)
- Hans Jørgen Jacobsen på Internet Movie Database (engelsk)
- Hans Jørgen Jacobsen på Filmdatabasen
- Hans Jørgen Jacobsen på danskefilm.dk
- Hans Jørgen Jacobsen på danskfilmogtv.dk
- Hans Jørgen Jacobsen på The Movie Database (engelsk)